# Paul d'Ivoi

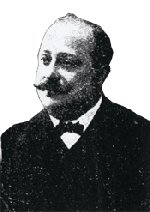
Paul d'Ivoi

Paul d'Ivoi, pseudoniem van Paul Charles Philippe Éric Deleutre (Parijs, 25 oktober 1856 - Parijs, 6 september 1915) was een Franse schrijver wiens boeken sterk zijn geïnspireerd door Jules Verne.

## Leven
Paul d’Ivoi was de kleinzoon van de in Frankrijk bekende journalist Édouard Deleutre en zoon van publicist Charles Deleutre. Beiden gebruikten reeds het pseudoniem D’Ivoi. Na zijn studie werkte hij als journalist bij Paris Journal en Le Figaro en schreef literatuurkritieken voor Le Globe. Daarnaast begon al vroeg avonturenromans te schrijven, maar had daarmee maar matig succes. In 1894 kwam de doorbraak met de roman Les Cinq Sous de Lavarède (Nederlandse vertaling: Met een kwartje de wereld rond) die zou uitmonden in een serie van 21 boeken, die onder de serienaam Les Voyages Excentriques bekend werd. Eén titel uit deze serie luidt Corsaire Triplex (Nederlandse vertaling: Vrijbuiter Triplex uitgegeven door Elsevier in 1899).
Van alle navolgers van Jules Verne was Paul d'Ivoi het meest succesvol, waarschijnlijk doordat in zijn boeken de nadruk op het avontuurlijke element lag.

## Nederlandse vertalingen
Vanaf 1906 zijn de boeken van Paul d'Ivoi door verschillende uitgevers ook in het Nederlands gepubliceerd. De laatste uitgaven stammen uit 1979. Bij deze gebonden uitgaven van Elsevier zijn de oorspronkelijke romans  ingekort en aan een jeugdig lezerspubliek aangepast.
- Bibliothèque nationale de France: cb119083358 (data)
- Gemeinsame Normdatei: 111277957
- International Standard Name Identifier: 0000 0001 2095 4088
- Library of Congress Control Number: n85175460
- Nationale Bibliotheek van Letland: 000167308
- Base Léonore: LH//711/23
- Nationale Bibliotheek van Tsjechië: jn20031208001
- Nationale Bibliotheek van Israël: 987007404042605171
- Nederlandse Thesaurus van Auteursnamen: 110255100
- Système universitaire de documentation: 086210173
- Virtual International Authority File: 12408
- WorldCat: E39PBJptVKJDrHg7RQHKpdk4bd